# Gewehr 43
Gewehr 43, hay tên khác là Karabiner 43, G43, K43, Gew 43, Kar 43 là một loại súng trường, súng trường bán tự động của quân đội Đức Quốc xã, nó chỉ được sử dụng duy nhất trong thế chiến hai bởi quân đội Đức. Nó được nhà máy Walther thiết kế ra, sự ra đời của nó nhằm lấy lại sự cân bằng cho quân đội Đức bởi vì 2 quân đội Mỹ và Liên Xô - 2 kẻ thù chính của quân Đức có súng trường bán tự động là M1 Garand, M1 Carbine (Mỹ) hay SVT-40 (Liên Xô). Các loại súng có chế độ bắn bán tự động, tính chính xác khá cao. Còn quân Đức thì chỉ có súng trường Karabiner 98k lên đạn từng viên bắn rất chậm (Kar 98k chỉ có tốc độ bắn 15 phát/phút. Còn M1 Garand là 80 phát/phút, M1 Carbine là 95-105 phát/phút, SVT-40 là 85-97 phát/phút) 
Súng được tổ thiết kế của hãng vũ khí Đức là Walther nghiên cứu thiết kế dựa trên khẩu Gewehr 41 (Gewehr 41 do hãng Mauser nghiên cứu thiết kế từ trước đó). Hãng Walther sửa lại cơ chế trích khí, từ trích khí đầu nòng của Gewehr 41 sang trích khí ngắn mà các kĩ sư hãng này học được từ mẫu SVT-40 (do đối thủ Liên Xô chế tạo).
Mặc dù nước Đức trước kia đã có súng trường bán tự động Gewehr 41 nhưng tính chính xác của nó rất thấp. Đã thế, cơ chế trích khí đầu nòng của khẩu Gewehr 41 lại quá nhanh bị bụi bẩn và làm cho súng bị kẹt và loại băng đạn 10 viên của súng không thể tháo rời (Xạ thủ phải nạp 2 kẹp đạn 5 viên của Karabiner 98k vào băng đạn). Gewehr 43 được chế tạo để thay thế cho Gewehr 41. Gewehr 43 là khẩu súng trường duy nhất được sản xuất và sử dụng rộng rãi bởi Đức quốc xã trong chiến tranh thế giới thứ hai. Bên cạnh chức năng là một khẩu súng trường chiến đấu bán tự động ra thì nó còn là một khẩu súng bắn tỉa bán tự động khá tuyệt vời. Nó và Karabiner 98k là 2 khẩu súng bắn tỉa của Đức Quốc Xã trong thế chiến 2.